# Шапюзак
Шапюза́к (фр. Chaspuzac) — муніципалітет у Франції, у регіоні Овернь-Рона-Альпи, департамент Верхня Луара. Населення — 823 особи (01.01.2021).
Муніципалітет розташований на відстані близько 440 км на південь від Парижа, 95 км на південний схід від Клермон-Феррана, 12 км на захід від Ле-Пюї-ан-Веле.

## Історія
До 2015 року муніципалітет перебував у складі регіону Овернь. Від 1 січня 2016 року належить до нового об'єднаного регіону Овернь-Рона-Альпи.

## Клімат
Місто розміщується у зоні, котра характеризується морським кліматом. Найтепліший місяць — липень із середньою температурою 17.8 °C (64 °F). Найхолодніший місяць — січень, із середньою температурою 1 °С (33.8 °F).
| Клімат Шапюзака         | Клімат Шапюзака | Клімат Шапюзака | Клімат Шапюзака | Клімат Шапюзака | Клімат Шапюзака | Клімат Шапюзака | Клімат Шапюзака | Клімат Шапюзака | Клімат Шапюзака | Клімат Шапюзака | Клімат Шапюзака | Клімат Шапюзака | Клімат Шапюзака |
| Показник                | Січ.            | Лют.            | Бер.            | Квіт.           | Трав.           | Черв.           | Лип.            | Серп.           | Вер.            | Жовт.           | Лист.           | Груд.           | Рік             |
| Абсолютний максимум, °C | 17,8            | 20,5            | 24,3            | 25,1            | 29,7            | 34,1            | 35              | 35,8            | 33,5            | 26              | 21              | 16,4            | 35,8            |
| Середній максимум, °C   | 4,9             | 6,1             | 9,7             | 12,7            | 16,8            | 21,3            | 24,6            | 23,9            | 19,8            | 14,8            | 8,8             | 5,7             | 14,1            |
| Середня температура, °C | 1               | 1,7             | 4,6             | 7,3             | 11,2            | 15,1            | 17,8            | 17,3            | 13,8            | 10              | 4,8             | 1,9             | 8,9             |
| Середній мінімум, °C    | −3              | −2,8            | −0,5            | 1,8             | 5,5             | 8,8             | 11              | 10,6            | 7,7             | 5,2             | 0,7             | −1,9            | 3,6             |
| Абсолютний мінімум, °C  | −23,2           | −20,8           | −22             | −10,2           | −4,4            | −1,3            | 1,8             | −0,8            | −2,5            | −9,2            | −13,4           | −18,2           | −23,2           |
| Норма опадів, мм        | 71.8            | 60.5            | 66.2            | 60.2            | 72.4            | 65.9            | 70.4            | 68.8            | 74.2            | 78.6            | 69.5            | 85.2            | 843.7           |
| ----------------------- | --------------- | --------------- | --------------- | --------------- | --------------- | --------------- | --------------- | --------------- | --------------- | --------------- | --------------- | --------------- | --------------- |
| Джерело: Weatherbase    |                 |                 |                 |                 |                 |                 |                 |                 |                 |                 |                 |                 |                 |

## Демографія
Динаміка населення (INSEE ):
Розподіл населення за віком та статтю (2006):
| Стать | Всього | До 15 років | 15-24 | 25-44 | 45-64 | 65-85 | Понад 85 |
| --- | ------ | ----------- | ----- | ----- | ----- | ----- | -------- |
| Чоловіки | 307    | 80          | 30    | 85    | 92    | 16    | 4        |
| Жінки | 321    | 73          | 38    | 95    | 76    | 35    | 4        |
| \| Статево-вікова піраміда \| Статево-вікова піраміда \| Статево-вікова піраміда \| \| ----------------------- \| ----------------------- \| ----------------------- \| \| Чоловіки \| Вік \| Жінки \| \| 4 \| 85 + \| 4 \| \| 8 \| 80-84 \| 8 \| \| 0 \| 75-79 \| 15 \| \| 4 \| 70-74 \| 8 \| \| 4 \| 65-69 \| 4 \| \| 19 \| 60-64 \| 11 \| \| 15 \| 55-59 \| 23 \| \| 27 \| 50-54 \| 11 \| \| 31 \| 45-49 \| 31 \| \| 23 \| 40-44 \| 19 \| \| 23 \| 35-39 \| 34 \| \| 31 \| 30-34 \| 19 \| \| 8 \| 25-29 \| 23 \| \| 15 \| 20-24 \| 19 \| \| 15 \| 15-20 \| 19 \| \| 23 \| 10-14 \| 27 \| \| 23 \| 5-9 \| 23 \| \| 34 \| 0-4 \| 23 \| |        |             |       |       |       |       |          |
| Статево-вікова піраміда |        |             |       |       |       |       |          |
| Чоловіки | Вік    | Жінки       |       |       |       |       |          |
| 4 | 85 +   | 4           |       |       |       |       |          |
| 8 | 80-84  | 8           |       |       |       |       |          |
| 0 | 75-79  | 15          |       |       |       |       |          |
| 4 | 70-74  | 8           |       |       |       |       |          |
| 4 | 65-69  | 4           |       |       |       |       |          |
| 19 | 60-64  | 11          |       |       |       |       |          |
| 15 | 55-59  | 23          |       |       |       |       |          |
| 27 | 50-54  | 11          |       |       |       |       |          |
| 31 | 45-49  | 31          |       |       |       |       |          |
| 23 | 40-44  | 19          |       |       |       |       |          |
| 23 | 35-39  | 34          |       |       |       |       |          |
| 31 | 30-34  | 19          |       |       |       |       |          |
| 8 | 25-29  | 23          |       |       |       |       |          |
| 15 | 20-24  | 19          |       |       |       |       |          |
| 15 | 15-20  | 19          |       |       |       |       |          |
| 23 | 10-14  | 27          |       |       |       |       |          |
| 23 | 5-9    | 23          |       |       |       |       |          |
| 34 | 0-4    | 23          |       |       |       |       |          |

## Економіка
2010 року серед 466 осіб працездатного віку (15—64 років) 352 були активними, 114 — неактивними (показник активності 75,5%, у 1999 році було 74,5%). З 352 активних мешканців працювало 339 осіб (186 чоловіків та 153 жінки), безробітними було 13 (7 чоловіків та 6 жінок). Серед 114 неактивних 35 осіб було учнями чи студентами, 46 — пенсіонерами, 33 були неактивними з інших причин.

У 2010 році в муніципалітеті числилось 262 оподатковані домогосподарства, у яких проживали 707,0 особи, медіана доходів виносила 16 828 євро на одного особоспоживача